# سيو سنغ-مين
سيو سنغ-مين (هانغل: 서상민) هو لاعب كرة قدم كوري جنوبي في مركز الوسط، ولد في 25 يوليو 1986 في سول في كوريا الجنوبية. لعب مع جونبك هيونداي موتورز.

## وصلات خارجية
- سيو سنغ-مين على موقع دوري كوريا الجنوبية (الإنجليزية)
- سيو سنغ-مين على موقع قاعدة بيانات كرة القدم.إي يو (الإنجليزية)
- سيو سنغ-مين على موقع Soccerway.com (الإنجليزية)